# Pedro Nuno Santos
Pedro Nuno de Oliveira Santos (ur. 13 kwietnia 1977 w São João da Madeira) – portugalski polityk i ekonomista, poseł do Zgromadzenia Republiki, w latach 2019–2023 minister infrastruktury i mieszkalnictwa, w latach 2024–2025 sekretarz generalny Partii Socjalistycznej.

## Życiorys
Ukończył studia w wyższym instytucie ekonomii i zarządzania (w ramach Uniwersytetu Technicznego w Lizbonie). Był działaczem organizacji studenckich, pracował zawodowo m.in. w przedsiębiorstwie Tecmacal. Dołączył do Partii Socjalistycznej, w latach 2004–2008 pełnił funkcję sekretarza generalnego jej organizacji młodzieżowej. Został też powołany na przewodniczącego PS w dystrykcie Aveiro. Przewodniczył zgromadzeniu dzielnicowemu swojej rodzinnej miejscowości.
W latach 2005–2009 po raz pierwszy sprawował mandat posła do Zgromadzenia Republiki. Ponownie wybierany do portugalskiego parlamentu w 2011, 2015, 2019, 2022, 2024 i 2025.
W 2015 premier António Costa powierzył mu stanowisko sekretarza stanu do spraw kontaktów z parlamentem. W lutym 2019 Pedro Nuno Santos awansował na stanowisko ministra, stając na czele resortu infrastruktury i mieszkalnictwa. Utrzymywał tę funkcję w utworzonym w październiku 2019 drugim gabinecie dotychczasowego premiera oraz w powołanym w marcu 2022 trzecim gabinecie lidera socjalistów. Ustąpił ze stanowiska w grudniu 2022, kończąc urzędowanie w następnym miesiącu.
W grudniu 2023 został wybrany na nowego sekretarza generalnego socjalistów, funkcję tę przejął od Antónia Costy w następnym miesiącu. W maju 2025 po drugiej z rzędu porażce wyborczej PS pod jego kierownictwem złożył rezygnację z zajmowanej funkcji partyjnej.